# Rose Bracher

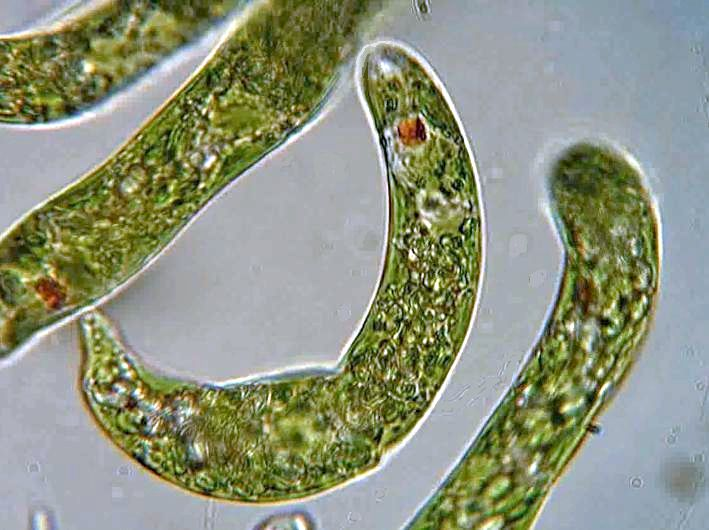
Bracher estudió Euglena.

Rose Bracher (1894 - 15 de julio de 1941) fue una botánica y académica británica. Investigó la ecología de las marismas del Río Avon en Brístol y en particular el género Euglena.
Bracher nació en Salisbury y obtuvo su licenciatura en 1917, seguida de un Master en 1918 y un doctorado en 1927, todos de la Universidad de Brístol. Trabajó como demostradora en la Escuela de Londres de Medicina para Mujeres (1918-1920), fue conferenciante en la Universidad de Londres del Este (1921-1924), y comenzó a trabajar como conferenciante en la Universidad de Brístol en 1924, hasta su muerte en 1941. Las necrológicas de Bracher fueron publicadas en Nature y Procesos de la Sociedad Linneana de Londres.
Fue elegida Fellow de la Sociedad Linneana en 1938.
En 1940 recibió el título de Conferenciante Senior, y en 1941 fue la primera mujer no-profesora elegida para el Senado de la Universidad, un mes antes de su repentina muerte.
La Universidad de Brístol ofrece un premio anual en su honor, el Premio Rose Bracher Conmemorativo para quienes se distingan en botánica, zoología y biología entre el alumnado.

## Obra selecta
- Ecology in Town and Classroom J.W. Arrowsmith, Bristol, 1937
- A Book of Common Flowers, ilustrados po Dorothy Bromby; Oxford Press University, 1941
- «The Ecology of the Avon Banks at Bristol». Journal of Ecology 17 (1): 35-81. febrero de 1929. (1): 35–81.
- «The light relations of Euglena limosa Gard.—Part I. The influence of intensity and quality of light on phototaxy». Botanical Journal of the Linnean Society 51 (337): 23-42. julio de 1937. doi:10.1111/j.1095-8339.1937.tb01902.x. (337): 23@–42. doi:10.1111/j.1095-8339.1937.tb01902.x.

## Leer más
- Renate Strohmeyer: Lexikon der Naturwissenschaftlerinnen und naturkundigen Frauen Europas. Verlag Harri Deutsch 1998, ISBN 3-8171-1567-9 , página 53.

- Datos: Q2798584